# Free to Play
Free to Play là tên một bộ phim tài liệu năm 2014 bởi hãng phát triển trò chơi điện tử Mỹ Valve Corporation. Bộ phim đưa ra một cái nhìn sâu sắc về cuộc sống của Benedict "Hyhy" Lim, Danil "Dendi" Ishutin and Clinton "Fear" Loomis, ba người chơi thể thao điện tử chuyên nghiệp tham dự giải đấu The International năm 2011 - giải đầu trò chơi điện tử đáng giá nhất tại thời điểm đó. Góc nhìn của bộ phim tập trung vào việc trò chơi Defense of the Ancients (DotA) đã ảnh hưởng đến cuộc sống của họ thế nào và giải ra mắt phần tiếp nối của trò chơi này, Dota 2, sẽ mang tới ý nghĩa mới cho sự cố gắng của họ như thế nào.

## Nhân vật
- Dendi: Sinh ra tại L'viv, Ukraina, Dendi bắt đầu chơi trò chơi máy tính khi còn rất nhỏ sau khi người anh trai nhận được một chiếc máy vi tính từ bà nội. Cũng giống như với những sở thích tuổi nhỏ khác của anh như âm nhạc và nhảy, Dendi tiếp thu các trò chơi rất nhanh và dần chơi giỏi hơn nhiều so với bạn bè cùng trang lứa. Sự khéo tay phi thường anh có được qua thời gian dài luyện tập piano nhanh chóng được anh áp dụng trong giải đấu trò chơi điện tử địa phương, nơi anh được biết tới bởi cộng đồng như một đối thủ mạnh và sáng tạo. Mặc dù anh thành công ở các trò chơi khác, anh nhận ra rằng anh thuộc về DotA.
- hyhy: Nếu bạn có theo dõi sự phát triển của DotA Singapore, thì Benedict "hyhy" Lim là một cái tên quen thuộc. Sinh năm 1990 tại Singapore, sự nổi lên của hyhy bắt đầu khi anh và đồng đội đại diện cho Singapore vào năm 2007 ở Asian Cyber Games, một giải thể thao điện tử Đông Nam Á. Năm tiếp đó, anh vô địch tại Electronic Sports World Cup, một giải thể thao điện tử quốc tế. Kể từ đó các thành tích của anh trở thành một trụ cột trong cộng đồng Dota 2. Chưa một lần ngại trước những tranh cãi, HyHy bộc bạch thẳng thắn, và đã gây được tên tuổi là một game thủ cơ động và cảm hứng nhất trong làng game chuyên nghiệp.
- Fear: Có lẽ là một trong những người chơi Dota 2 vững nhất từng xuất hiện ở bán cầu tây, Clinton "Fear" Loomis lại chưa từng có một con đường dễ dàng trải ra trước mặt. Tại các cuộc thi đấu đỉnh cao, game thủ Mỹ luôn được cho là dưới cơ, tuy nhiên anh đã dùng một sự cân bằng giữa kĩ năng vốn có và kinh nghiệm xương máu để vượt trên sự cô lập này. Sinh năm 1988, đạo đức làm việc và cống hiến đã đưa anh từ Medford, Oregon, Hoa Kỳ đến châu Âu, đến Trung Quốc và cuối cùng là giải Dota 2 The International, giải đấu với tổng giải thưởng lớn nhất trong lịch sử trò chơi điện tử này.[1]

Nhân vật khách mời:
- iceiceice: Đồng đội của hyhy ở đội tham dự The International.
- Jeremy Lin: Cầu thủ bóng rổ chuyên nghiệp chơi cho đội Houston Rockets tại giải NBA và cũng là một người yêu thích trò chơi DotA và Dota 2.

## Sự đón nhận của các nhà phê bình
Free to Play nhận được sự đón nhận nồng nhiệt nói chung từ các nhà phê bình, trong đó có Chris Zele của tạp chí Maximum PC, Philippa Warr của tạp chí Wired và Brian Albert từ IGN.